# Атенеум (Мельбурн)
Мельбурнский атенеум (англ. Melbourne Athenaeum) — центр искусства и культуры в центральном деловом районе Мельбурна. Основан в 1839 году. Является старейшим культурным учреждением города.
Здание на Коллинз-стрит находится в театральном районе Ист-Энд и расположено напротив театра Риджент. Состоит из главного театра, небольшого театра-студии, ресторана и членской библиотеки. В 1981 году здание было внесено в реестр исторических зданий Национального фонда, а также в реестр наследия штата Виктории.

## История
Первым владельцем был капитан Уильям Лонсдейл. Первые книги были подарены Генри Файшем Гисборном. Первоначально здании находился Мельбурнский механический институт, который в 1846 году был переименован в Мельбурнский механический институт и школу искусств.
Строительство было завершено в 1842 году. Городской совет Мельбурна заседал в этом здании до 1852 года.
В 1872 году здание сменило своё название на Мельбурнский атенеум, так как его основной функцией стало библиотечное дело. В 1877 году число членов библиотеки составляло 1681 человек, а в 1879 году библиотеку посетило 30 000 человек. В 1880 году сообщалось, «что большой зал был единственным местом в Мельбурне, специально отведённым для танцев». Фасад здания был перестроен в период 1885—1886 годов.
Среди должностных лиц этого учреждения в XIX веке был писатель Маркус Кларк, который был председателем библиотечного комитета в 1877 году.
В октябре 1896 года в зале атенеума был показан первый фильм. 26 января 1901 года состоялся показ фильма «Life in Our Navy», посвящённого HMS Jupiter (1895). В 1906 году в Атенеуме состоялась премьера первого в мире полнометражного фильма братьев Тейт «Подлинная история банды Келли».
Театр в его нынешнем виде был создан в 1924 году по проекту Генри Эли Уайта. В феврале 1929 года был показан первый в истории полнометражный фильм с синхронизированной записанной музыкальной партитурой — «Певец джаза». С 1920-х до начала 1970-х годов здание выполняло функцию кинотеатра. Мельбурнская театральная компания была арендатором театра с 1976 по 1985 год.

### Художественная галерея
Вначале в Атенеуме размещался небольшой музей, а затем художественная галерея. В 1904 году в галерее состоялась первая выставка Фредерика Маккаббина «Пионер», а в 1918 году австралийские тоналисты провели свою первую выставку. В 1923 году Уильям Фратер провел здесь свою первую персональную выставку. Вплоть до закрытия в 1971 году в галерее также были представлены картины Руперта Банни, Ханса Хейзена, Альберта Наматжиры, Тома Робертса, Джона Роуэлла, Эрнеста Бакмастера, Констанс Стоукс и Артура Стритона. В галерее также проходили беседы Мельбурнского общества женщин-художников, в том числе в 1935 году, на которой выступила Мэри Сесил Аллен.

### Библиотека
В 1950 году членство в библиотеке достигло своего максимума (7579), после того, как Государственная библиотека Виктории прекратила выдачу книг в 1939 году. В последующие десятилетия членство сократилось до 1600 к середине 1980-х годов и до 750 к концу 2000-х годов.

## В настоящее время
Атенеум используется для театральных, комедийных и музыкальных представлений. Является местом проведения Мельбурнского международного фестиваля комедии и главной сценой Мельбурнской оперы. Центр Уилера проводит здесь собрания своего книжного клуба. Церковь «Хиллсонг» также использует театр для своих воскресных служб.